# 소말리아판
소말리아판(Somali Plate, Somalian Plate)은 동반구의 적도에 걸쳐있는 작은 판이다. 마다가스카르섬이 있어, 북쪽의 아덴만에서 남쪽의 더반 근처까지 아프리카 동해안의 약 절반을 포함한다.

## 지질
소말리아판은 동아프리카 지구대를 따라 아프리카판이 갈라지면서 6천만년 전과 1천만년 전 사이에 형성된다. 동아프리카 지구대가 대륙을 두 개의 판으로 나누고 있어, 지구대의 서쪽에 있는 아프리카판을 때로는 "누비아판"이라고도 부른다. 소말리아판은 서쪽으로는 동아프리카 지구대에 맞닿아 있으며, 아파르 저지의 삼중합점에서 남쪽으로 대륙 아래 해저까지 뻗어있다. 북쪽 경계는 아라비아반도 해안의 아덴 해령이다. 동쪽 경계는 중앙 인도양 해령으로, 북쪽 부분은 칼스버그 해령이라고도 한다. 남쪽 경계는 남서 인도양 해령이다. 코모로 제도와 마다가스카르섬 북부 화산에서의 연대 측정은 매년 약 45mm의 속도로 열점을 지나 동쪽으로 이동하고 있다고 나타나고 있다.